# Aulnay (Charente Marittima)
Aulnay, ufficialmente Aulnay-de-Saintonge, è un comune francese di 1 501 abitanti situato nel dipartimento della Charente Marittima nella regione della Nuova Aquitania.

## Storia

### Epoca romana
Nei suoi pressi sorse il castrum legionario di Aunedonnacum di epoca augustea, nell'ambito della romanizzazione dell'area gallica dopo la sua conquista avvenuta nel 58-50 a.C. da parte di Gaio Giulio Cesare.

### Medioevo
Capoluogo di una giurisdizione fiscale, era già sede di una signoria nel 925, come dimostra una donazione fatta da Cadelon I d'Aulnay a diverse abbazie.
I visconti d'Aulnay (o d'Aunay), da cui ebbero origine altre famiglie nobili del Poitou e del Saintonge, abitavano in un castello, demolito nel 1818, e di cui rimane ancora una torre.

### Età contemporanea
Con decreto prefettizio del 12 dicembre 1973, il comune di Salles-lès-Aulnay si è fuso con il comune di Aulnay.

### Simboli
Lo stemma del comune di Aulnay si blasona:
Deriva da quello della famiglia d'Aulnay che portava uno stemma di rosso, seminato di losanghe d'oro, al palo del medesimo attraversante sul tutto.

## Società

### Evoluzione demografica
Abitanti censiti